# Riculoides
Riculoides là một chi bướm đêm thuộc phân họ Olethreutinae, họ Tortricidae Tortricidae.

## Các loài
- Riculoides gallicola Pastrana, 1952